# يوزيف هادا
يوزيف هادا (بالمجرية: Háda József)‏ (2 مارس 1911 – 11 يناير 1994) لاعب كرة قدم مجري راحل كان يجيد اللعب في مركز حارس المرمى.
لعب طوال مسيرته الرياضية في نادي فيرينكفاروسي (1930-1939).
مثل منتخب المجر في 16 مباراة (1932-1938). شارك مع منتخب المجر في بطولة كأس العالم 1934 في إيطاليا حيث خرج من الدور الربع النهائي وفي بطولة كأس العالم 1938 في فرنسا حيث احتل المركز الثاني.

## وصلات خارجية
- يوزيف هادا على موقع الاتحاد الدولي (مؤرشف)  (الإنجليزية)
- يوزيف هادا على موقع قاعدة بيانات كرة القدم.إي يو (الإنجليزية)
- يوزيف هادا على موقع ناشيونال فوتبول تيمز (الإنجليزية)
- سيرة ذاتية